# Педро Алькала
Педро Алкала Ґуірадо (*19 березня 1989, Масаррон, Іспанія) — іспанський футболіст, захисник футбольної команди «ФК Жирона» з однойменного міста

## Титули і досягнення
- Переможець Середземноморських ігор: 2009